# Combiné nordique aux championnats du monde de ski nordique 1939
Pour un article plus général, voir Championnats du monde de ski nordique 1939.
Navigation
1938 1941
L'épreuve du combiné nordique des championnats du monde de ski nordique 1939 s'est déroulée à Zakopane (Pologne) le 11 février 1939.

## Résumés des épreuves

### Saut
Les membres du jury du saut sont : Ch. Meissner (SUI), V. Kaloniemi (FIN) et R. Loteczka (POL).

## Résultats
| Date            | Lieu     | Course                                                     | Or            | Argent              | Bronze          |
| --------------- | -------- | ---------------------------------------------------------- | ------------- | ------------------- | --------------- |
| 11 février 1939 | Zakopane | 18 km individuel en style classique / deux manches de saut | Gustl Berauer | Gustaf Adolf Sellin | Magnar Fosseide |

## Classement final

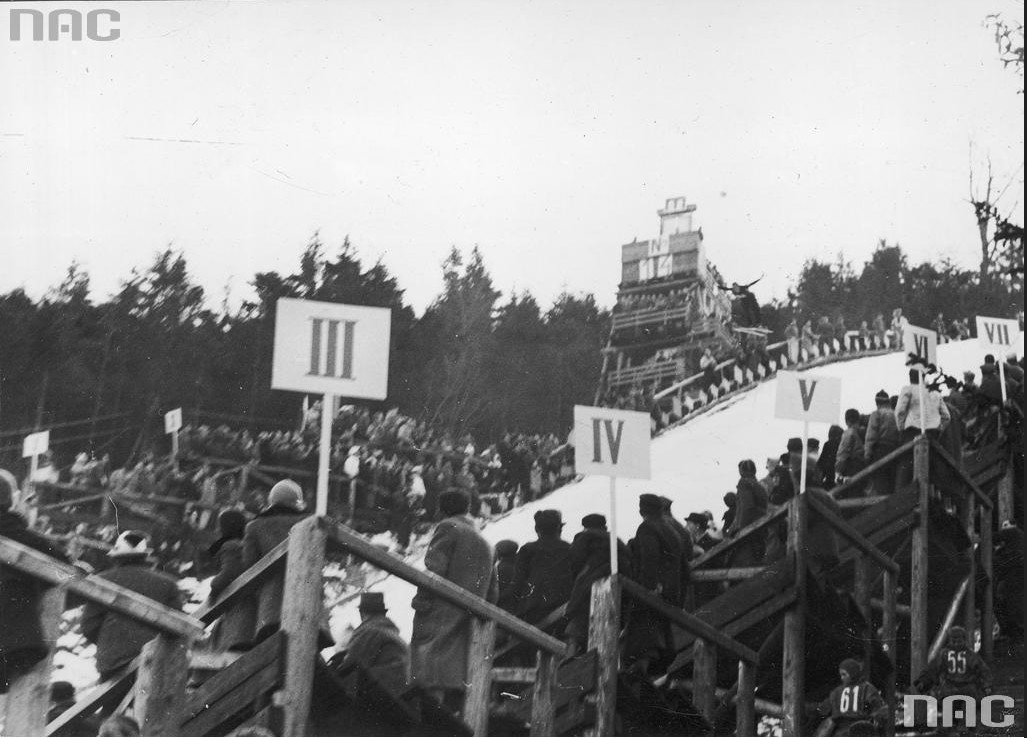
Un athlète pendant un saut

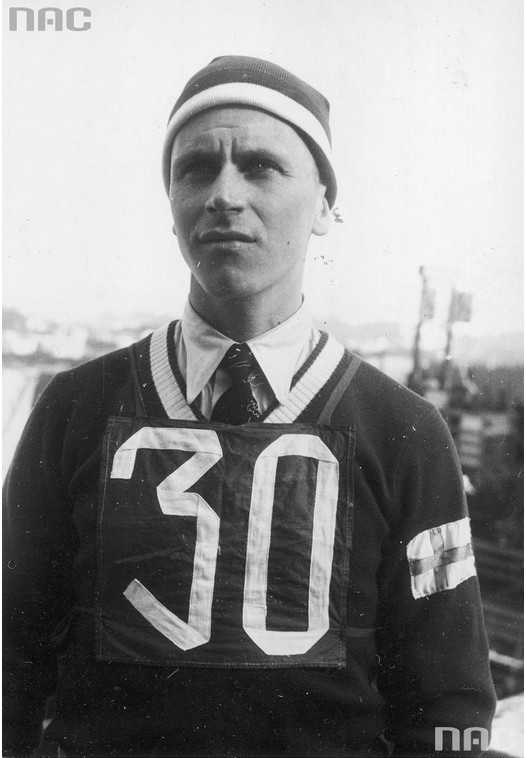
Erkki Maekinen

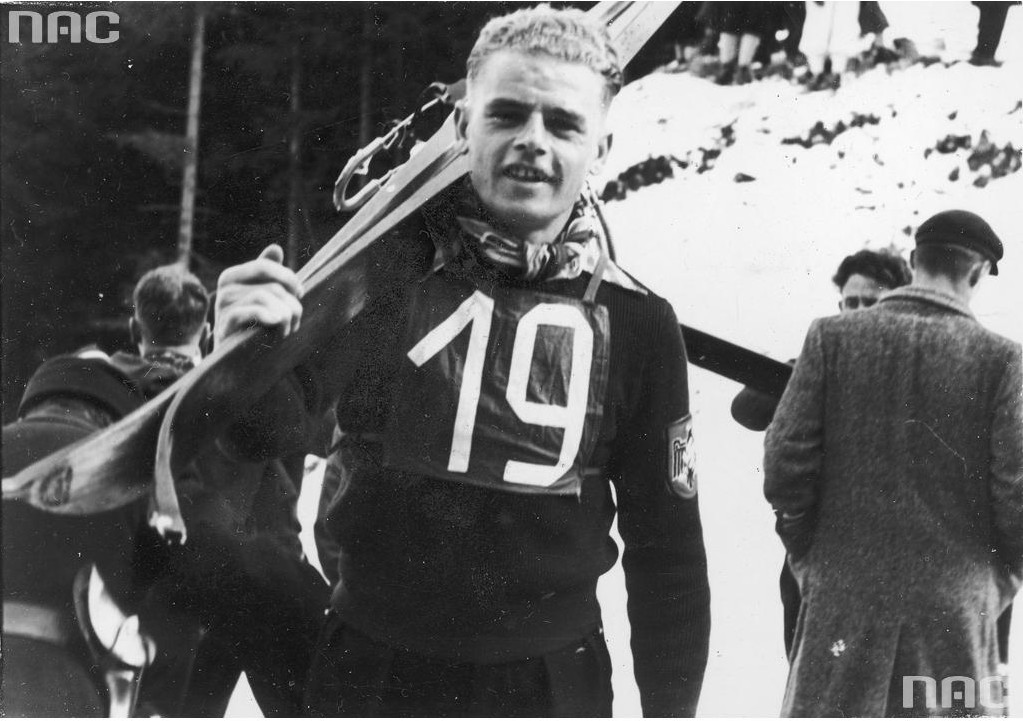
Albert Burk

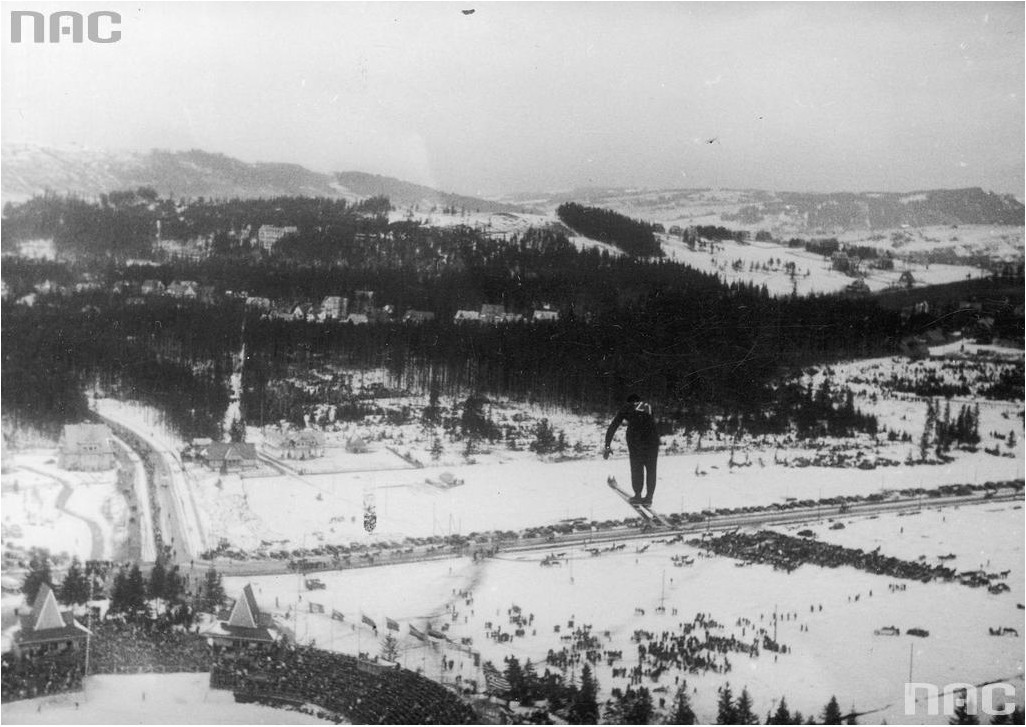
Johann "Hans" Lahr pendant un saut

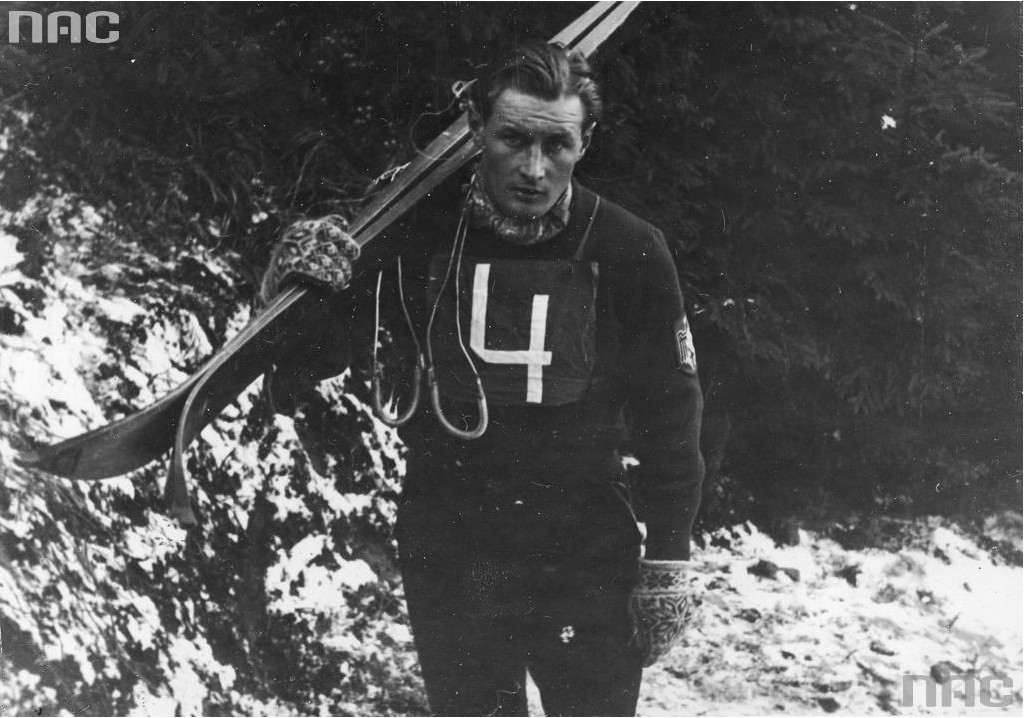
Christian Merz

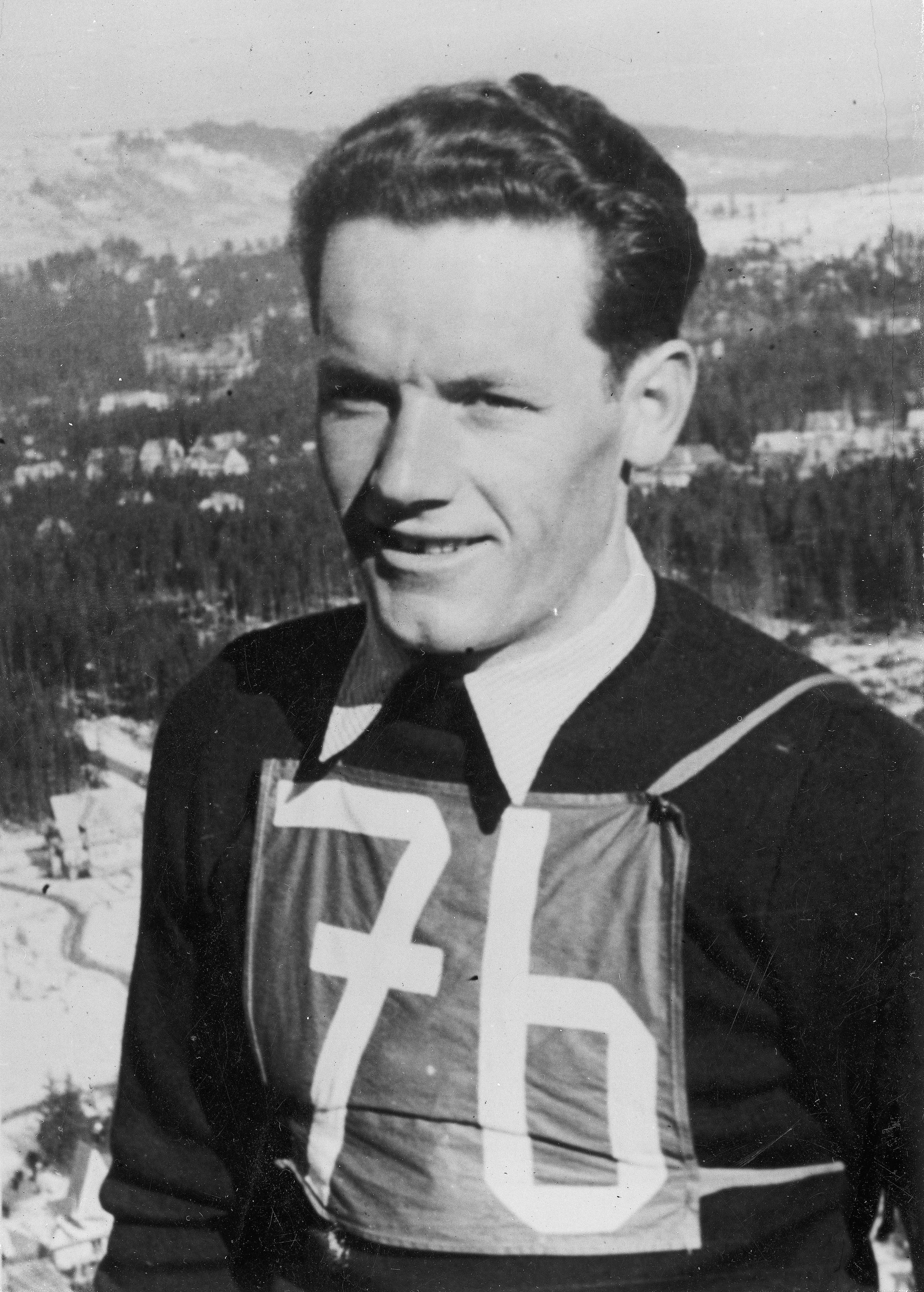
Andrzej Marusarz

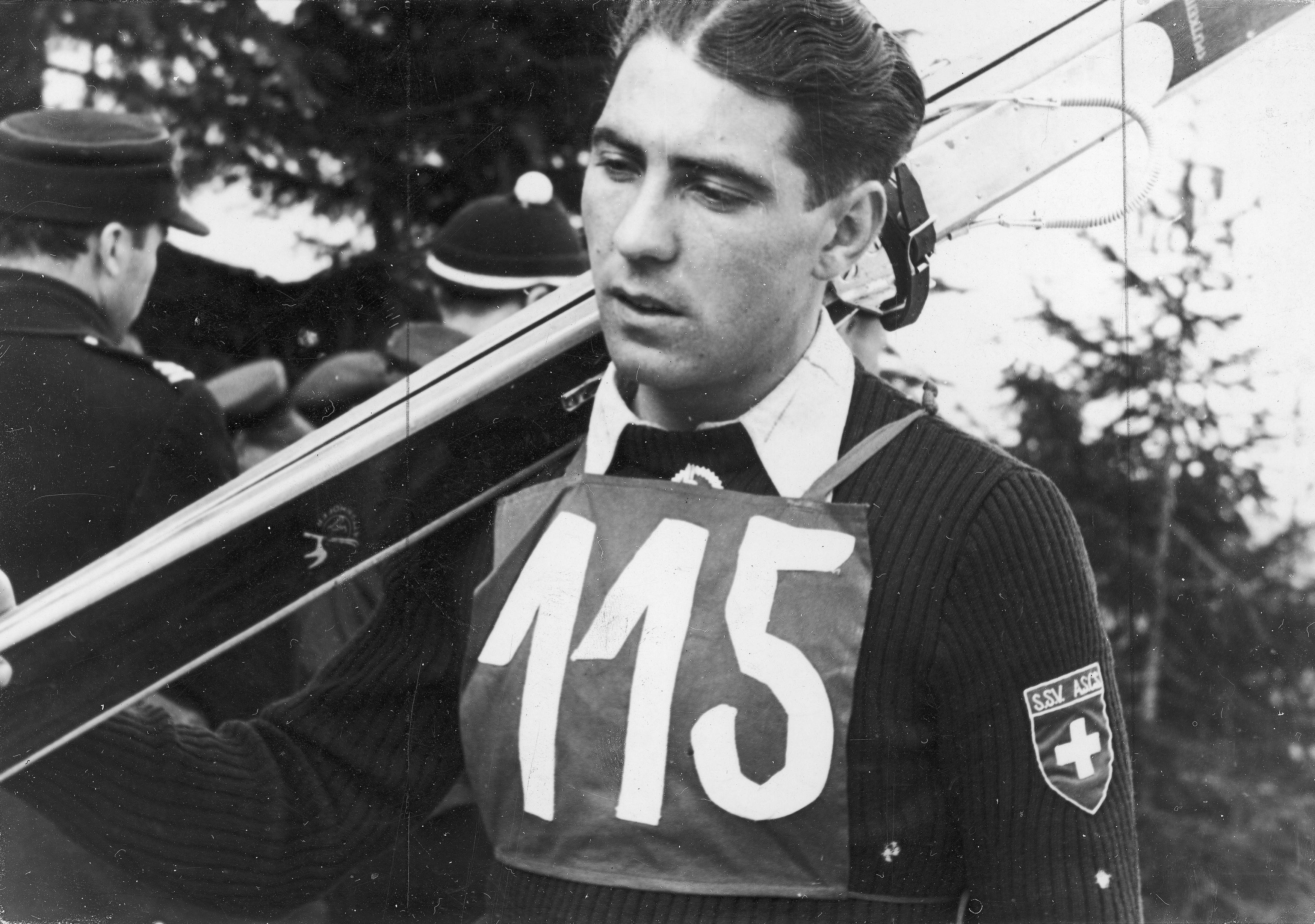
Adi Gamma

| Rang | Athlète                    | Ski de fond 18 km | Ski de fond 18 km | Saut à ski | Saut à ski | Saut à ski | Saut à ski | Saut à ski | Saut à ski | Total  |
| Rang | Athlète                    | Temps             | Points            | Saut       | Distance   | Style      | Style      | Style      | Points     | Total  |
| Rang | Athlète                    | Temps             | Points            | Saut       | Distance   | A          | B          | C          | Points     | Total  |
| ---- | -------------------------- | ----------------- | ----------------- | ---------- | ---------- | ---------- | ---------- | ---------- | ---------- | ------ |
| 1    | Gustl Berauer              | 1 h 12 min 43 s   | 223,50            | 1          | 64,5 m     | 17,5       | 14,5       | 16,5       | 206,1      | 429,60 |
| 1    | Gustl Berauer              | 1 h 12 min 43 s   | 223,50            | 2          | 66,5 m     | 17,0       | 15,5       | 16,5       | 206,1      | 429,60 |
| 2    | Gustaf Adolf Sellin        | 1 h 12 min 44 s   | 223,50            | 1          | 63,5 m     | 15,0       | 15,5       | 16,0       | 203,1      | 426,60 |
| 2    | Gustaf Adolf Sellin        | 1 h 12 min 44 s   | 223,50            | 2          | 63,5 m     | 17,5       | 16,0       | 17,5       | 203,1      | 426,60 |
| 3    | Magnar Fosseide            | 1 h 11 min 35 s   | 231,00            | 1          | 55,5 m     | 14,5       | 14,5       | 17,0       | 191,4      | 422,40 |
| 3    | Magnar Fosseide            | 1 h 11 min 35 s   | 231,00            | 2          | 61,5 m     | 14,5       | 14,5       | 18,0       | 191,4      | 422,40 |
| 4    | Andrzej Marusarz           | 1 h 16 min 15 s   | 202,50            | 1          | 64,0 m     | 14,5       | 17,0       | 18,0       | 208,1      | 410,60 |
| 4    | Andrzej Marusarz           | 1 h 16 min 15 s   | 202,50            | 2          | 65,0 m     | 17,0       | 16,5       | 18,0       | 208,1      | 410,60 |
| 5    | Günther Meergans           | 1 h 15 min 05 s   | 210,00            | 1          | 64,5 m     | 15,0       | 15,0       | 17,5       | 198,5      | 408,50 |
| 5    | Günther Meergans           | 1 h 15 min 05 s   | 210,00            | 2          | 65,5 m     | 15,0       | 14,5       | 16,5       | 198,5      | 408,50 |
| 6    | Christian Merz             | 1 h 16 min 21 s   | 202,50            | 1          | 64,5 m     | 14,0       | 14,5       | 14,5       | 200,5      | 403,00 |
| 6    | Christian Merz             | 1 h 16 min 21 s   | 202,50            | 2          | 65,5 m     | 16,5       | 16,0       | 17,0       | 200,5      | 403,00 |
| 7    | Stanisław Marusarz         | 1 h 25 min 03 s   | 164,43            | 1          | 73,5 m     | 18,5       | 18,0       | 19,0       | 227,5      | 391,93 |
| 7    | Stanisław Marusarz         | 1 h 25 min 03 s   | 164,43            | 2          | 71,5 m     | 17,5       | 18,0       | 18,0       | 227,5      | 391,93 |
| 8    | Mieczysław Wnuk (pl)       | 1 h 16 min 54 s   | 198,75            | 1          | 62,0 m     | 12,5       | 12,5       | 15,5       | 192,9      | 391,65 |
| 8    | Mieczysław Wnuk (pl)       | 1 h 16 min 54 s   | 198,75            | 2          | 65,0 m     | 15,0       | 14,5       | 17,0       | 192,9      | 391,65 |
| 9    | Adi Gamma                  | 1 h 15 min 21 s   | 208,50            | 1          | 52,0 m     | 15,0       | 13,5       | 16,5       | 181,8      | 390,30 |
| 9    | Adi Gamma                  | 1 h 15 min 21 s   | 208,50            | 2          | 55,5 m     | 15,5       | 13,0       | 16,5       | 181,8      | 390,30 |
| 10   | Johann Lahr                | 1 h 21 min 20 s   | 174,00            | 1          | 67,0 m     | 16,0       | 16,5       | 16,5       | 214,8      | 388,80 |
| 10   | Johann Lahr                | 1 h 21 min 20 s   | 174,00            | 2          | 72,0 m     | 16,5       | 17,5       | 17,5       | 214,8      | 388,80 |
| 11   | Marian Woyna-Orlewicz (en) | 1 h 17 min 54 s   | 193,50            | 1          | 52,0 m     | 15,0       | 14,0       | 16,0       | 180,9      | 374,40 |
| 11   | Marian Woyna-Orlewicz (en) | 1 h 17 min 54 s   | 193,50            | 2          | 54,0 m     | 14,0       | 14,5       | 16,5       | 180,9      | 374,40 |
| 12   | Olaf Hoffsbakken           | 1 h 10 min 08 s   | 240,00            | 1          | 57,5 m     | 4,0        | 4,5        | 6,0        | 130,1      | 370,10 |
| 12   | Olaf Hoffsbakken           | 1 h 10 min 08 s   | 240,00            | 2          | 61,0 m     | 15,0       | 14,0       | 16,0       | 130,1      | 370,10 |
| 13   | Olav Odden                 | 1 h 10 min 45 s   | 235,50            | 1          | 62,0 m     | 4,0        | 5,0        | 5,0        | 132,6      | 368,10 |
| 13   | Olav Odden                 | 1 h 10 min 45 s   | 235,50            | 2          | 58,5 m     | 15,0       | 15,0       | 17,5       | 132,6      | 368,10 |
| 14   | Emil Kvanlid               | 1 h 14 min 43 s   | 211,00            | 1          | 71,0 m     | 7,0        | 7,0        | 5,0        | 154,0      | 365,50 |
| 14   | Emil Kvanlid               | 1 h 14 min 43 s   | 211,00            | 2          | 69,5 m     | 16,5       | 16,5       | 16,5       | 154,0      | 365,50 |
| 15   | John Westbergh             | 1 h 10 min 33 s   | 237,22            | 1          | 53,0 m     | 15,0       | 12,5       | 16,0       | 124,4      | 361,62 |
| 15   | John Westbergh             | 1 h 10 min 33 s   | 237,22            | 2          | 57,5 m     | 7,0        | 4,0        | 6,0        | 124,4      | 361,62 |
| 16   | Władysław Rój              | 1 h 22 min 02 s   | 169,77            | 1          | 55,5 m     | 15,0       | 15,0       | 17,0       | 191,2      | 360,97 |
| 16   | Władysław Rój              | 1 h 22 min 02 s   | 169,77            | 2          | 59,5 m     | 15,5       | 15,0       | 16,5       | 191,2      | 360,97 |
| 17   | Michał Górski (en)         | 1 h 18 min 53 s   | 187,50            | 1          | 49,0 m     | 14,0       | 13,0       | 16,5       | 171,6      | 359,10 |
| 17   | Michał Górski (en)         | 1 h 18 min 53 s   | 187,50            | 2          | 50,5 m     | 13,5       | 13,5       | 15,0       | 171,6      | 359,10 |
| 18   | Anatol Grandfeld           | 1 h 21 min 12 s   | 174,00            | 1          | 53,5 m     | 10,0       | 12,0       | 15,0       | 170,2      | 344,20 |
| 18   | Anatol Grandfeld           | 1 h 21 min 12 s   | 174,00            | 2          | 55,0 m     | 11,0       | 13,0       | 16,5       | 170,2      | 344,20 |
| 19   | Stanisław Sowiński         | 1 h 23 min 15 s   | 153,75            | 1          | 57,0 m     | 14,5       | 14,0       | 15,0       | 187,4      | 341,15 |
| 19   | Stanisław Sowiński         | 1 h 23 min 15 s   | 153,75            | 2          | 59,5 m     | 15,0       | 14,5       | 16,0       | 187,4      | 341,15 |
| 20   | Eric Soguel                | 1 h 16 min 42 s   | 199,50            | 1          | 62,5 m     | 15,0       | 14,0       | 16,0       | 131,0      | 330,50 |
| 20   | Eric Soguel                | 1 h 16 min 42 s   | 199,50            | 2          | 63,0 m     | 4,0        | 4,0        | 3,0        | 131,0      | 330,50 |
| 21   | Adam Becker-Giewont        | 1 h 29 min 02 s   | 133,50            | 1          | 61,0 m     | 13,0       | 13,5       | 15,5       | 188,1      | 321,60 |
| 21   | Adam Becker-Giewont        | 1 h 29 min 02 s   | 133,50            | 2          | 59,5 m     | 14,5       | 14,5       | 16,0       | 188,1      | 321,60 |
| 22   | Georg Wimmer               | 1 h 18 min 28 s   | 189,75            | 1          | 62,0 m     | 3,0        | 4,5        | 4,0        | 129,9      | 319,65 |
| 22   | Georg Wimmer               | 1 h 18 min 28 s   | 189,75            | 2          | 63,0 m     | 14,0       | 14,5       | 15,0       | 129,9      | 319,65 |
| 23   | Teodor Dawidek             | 1 h 24 min 38 s   | 156,00            | 1          | 54,0 m     | 5,0        | 10,0       | 13,0       | 161,2      | 317,20 |
| 23   | Teodor Dawidek             | 1 h 24 min 38 s   | 156,00            | 2          | 54,0 m     | 14,0       | 12,0       | 14,5       | 161,2      | 317,20 |
| 24   | Jan Marusarz               | 1 h 27 min 40 s   | 139,50            | 1          | 55,0 m     | 13,0       | 13,0       | 15,0       | 177,4      | 316,90 |
| 24   | Jan Marusarz               | 1 h 27 min 40 s   | 139,50            | 2          | 55,5 m     | 13,0       | 13,5       | 16,0       | 177,4      | 316,90 |
| 25   | Erkki Maekinen             | 1 h 10 min 07 s   | 240,00            | 1          | 61,5 m     | 4,0        | 5,0        | 8,0        | 75,5       | 315,50 |
| 25   | Erkki Maekinen             | 1 h 10 min 07 s   | 240,00            | 2          | 62,5 m     | 5,0        | 5,0        | 5,0        | 75,5       | 315,50 |
| 26   | Jan Dawidek                | 1 h 18 min 53 s   | 187,50            | 1          | 49,0 m     | 2,0        | 2,0        | 4,0        | 102,5      | 290,00 |
| 26   | Jan Dawidek                | 1 h 18 min 53 s   | 187,50            | 2          | 51,5 m     | 11,0       | 12,5       | 14,0       | 102,5      | 290,00 |
| 27   | Franciszek Marduła (pl)    | 1 h 18 min 52 s   | 187,50            | 1          | 49,0 m     | 2,0        | 2,5        | 4,0        | 101,1      | 288,60 |
| 27   | Franciszek Marduła (pl)    | 1 h 18 min 52 s   | 187,50            | 2          | 48,0 m     | 11,0       | 13,0       | 14,0       | 101,1      | 288,60 |
| 28   | Jozef Bursa                | 1 h 20 min 34 s   | 178,50            | 1          | 49,0 m     | 4,0        | 3,0        | 3,0        | 101,3      | 279,80 |
| 28   | Jozef Bursa                | 1 h 20 min 34 s   | 178,50            | 2          | 50,0 m     | 10,0       | 13,0       | 12,5       | 101,3      | 279,80 |
| 29   | Gregor Klančnik            | 1 h 23 min 20 s   | 163,50            | 1          | 50,5 m     | 1,0        | 2,0        | 6,0        | 110,7      | 274,20 |
| 29   | Gregor Klančnik            | 1 h 23 min 20 s   | 163,50            | 2          | 54,0 m     | 13,0       | 14,0       | 15,0       | 110,7      | 274,20 |
| 30   | Franciszek Gut-Szczerba    | 1 h 24 min 27 s   | 157,50            | 1          | 62,5 m     | 4,0        | 5,0        | 6,0        | 113,9      | 271,40 |
| 30   | Franciszek Gut-Szczerba    | 1 h 24 min 27 s   | 157,50            | 2          | 64,5 m     | 6,0        | 3,0        | 7,0        | 113,9      | 271,40 |
| 31   | Jan Bobowski               | 1 h 22 min 25 s   | 168,75            | 1          | 55,0 m     | 3,0        | 3,5        | 3,0        | 47,6       | 216,35 |
| 31   | Jan Bobowski               | 1 h 22 min 25 s   | 168,75            | 2          | 50,0 m     | 2,0        | 3,0        | 2,0        | 47,6       | 216,35 |
| 32   | Franciszek Fiedor          | 1 h 23 min 57 s   | 159,00            | 1          | 52,5 m     | 2,0        | 3,0        | 3,0        | 44,0       | 203,00 |
| 32   | Franciszek Fiedor          | 1 h 23 min 57 s   | 159,00            | 2          | 52,5 m     | 2,0        | 2,0        | 3,0        | 44,0       | 203,00 |
| 33   | Edo Bevc                   | 1 h 26 min 36 s   | 145,50            | 1          | 62,0 m     | 6,0        | 3,0        | 2,0        | 55,7       | 201,20 |
| 33   | Edo Bevc                   | 1 h 26 min 36 s   | 145,50            | 2          | 55,0 m     | 2,0        | 1,0        | 3,0        | 55,7       | 201,20 |
| —    | Albert Burk                | 1 h 15 min 23 s   | 207,75            | —          | —          | —          | —          | —          | —          | —      |
| —    | Jan Marek                  | 1 h 20 min 21 s   | 179,25            | —          | —          | —          | —          | —          | —          | —      |

## Tableau des médailles
| #  | Nation    | Or | Argent | Bronze | Total |
| -- | --------- | -- | ------ | ------ | ----- |
| 1. | Allemagne | 1  | 0      | 0      | 1     |
| 2. | Suède     | 0  | 1      | 0      | 1     |
| 3. | Norvège   | 0  | 0      | 1      | 1     |